# Конституционно-правовые отношения
Конституцио́нно-правово́е отношение — разновидность правовых отношений между гражданином и государством, между федеральными органами власти и органами власти субъектов, другими субъектами, связанные с удовлетворением их интересов конституционно-правовыми средствами.
Конституцио́нно-правовы́е отношения — общественные отношения, урегулированные нормами конституционного права.

## Характеристика конституционно-правовых отношений
Данные отношения характеризуются такими объектами, как: свобода, достоинство человека, жизнь, целостность государства, государственная власть и т. д., а также специфическими источниками, в роли которых выступают Конституция, федеративный договор, федеральные конституционные законы и т. д.
Конституционно-правовые отношения являются разновидностью публично-правовых отношений, в связи с чем характеризуются высоким политическим потенциалом, то есть они выступают юридической формой политических отношений, и в этой связи выражают интересы разных социальных групп, коренные интересы общества в целом.

## Структура и особенности конституционно-правовых отношений
Структура конституционно-правового отношения включает три элемента:
- субъекты (число которых не может быть менее двух);
- содержание;
- объект.

Особенностями конституционно-правовых отношений являются:
- специфика содержания. Конституционно-правовые отношения возникают в области общественных отношений, которые составляют предмет конституционного права;
- специфика субъектного состава. Некоторые субъекты могут быть участниками только конституционно-правовых отношений;
- специфика объектов конституционно-правовых отношений;
- многообразие видов конституционно-правовых отношений и значительный удельный вес в нём общих (общерегулятивных) отношений.

## Содержание конституционно-правовых отношений
Непосредственно содержание рассматриваемых отношений состоит из юридического и фактического содержания.
Юридическое содержание — это субъективные юридические права и обязанности его участников, которые определены нормой конституционного права.
Фактическое содержание — это фактическое поведение субъектов конституционно-правового отношения в пределах предоставленных субъективных юридических прав и обязанностей.
В юридическом содержании субъективное право конституционно-правовых отношений является мерой дозволенного поведения лица, которое наделено этим правом.

#### Субъекты конституционно-правовых отношений
Субъекты конституционно-правовых отношений — участники общественных отношений, обладающие конституционной правосубъектностью, в силу которой при наступлении определенного юридического факта они могут быть участниками конституционно-правовых отношений.
Субъектами могут являться:
- народ как общность граждан
- граждане и вынужденные переселенцы;
- иностранные граждане
- лица без гражданства и беженцы
- государство в целом
- субъекты федеративного государства
- государственные органы
- государственные органы субъектов федеративного государства
- постоянные и временные комитеты и комиссии Парламента
- общественные объединения (политические партии, общественные организации, массовые общественные движения, общественные объединения) и т.д

Для каждого субъекта присущие свои индивидуальные, присущие только им права и обязанности.
Все обязанности делятся:
- Общие обязанности — это, к примеру, обязанность соблюдать конституцию и законы своей страны.
- Личные обязанности — это, к примеру, обязанность общественных объединений ежегодно публиковать отчет об использовании своего имущества или обеспечивать доступность ознакомления с таким отчетом.
- Конкретные обязанности — это, к примеру, обязанность Президента РФ в течение четырнадцати дней подписать и обнародовать принятый федеральный конституционный закон.

Права и обязанности субъектов определяются определённой правоспособностью и дееспособностью.
Правоспособность — способность обладать правами и обязанностями в соответствии с нормами государственного права (наступает с момента рождения).
Дееспособность — способность самостоятельно, своими личными, осознанными действиями осуществлять принадлежащие им права и обязанности (наступает после достижения ими определенного возраста, дающего возможность самостоятельно реализовать то или иное право, установленное нормами государственного права).

#### Объекты конституционно-правовых отношений
Объект конституционно-правового отношения — предмет, по поводу которого возникает отношение.
Объекты конституционно-правовых отношений делятся на:
Материальные (Имущественные) блага (собственность, земля, и т. д.)
Нематериальные блага (достоинство личности, свобода, жизнь, и т. д.)

## Классификация конституционно-правовых отношений
Конституционно-правовые отношения можно разделить на 4 группы:
1. Это отношения, которые возникают при закреплении и охране основ конституционно-правового строя России. В данном случае мы говорим об отношениях народовластия и основных формах его осуществления, статусе государства, общества, положении человека в системе основ конституционно-правового строя России.
2. Это отношения, которые возникают при закреплении и охране конституционно-правового статуса человека и гражданина в России. В этом случае мы говорим о равноправии, гражданстве, конституционных правах и свободах граждан России, механизмах их действия.
3. Это отношения, которые возникают при закреплении и охране формы государства, в первую очередь это формы государственного устройства.
4. Это отношения, которые возникают при закреплении и охране организации и функционирования государственной власти. В данном случае, имеется в виду механизмы разделения властей, статусы отдельных органов государственной власти, а именно организация и функционирование законодательной власти, её взаимоотношения с Президентом и другими ветвями власти. К данной группе присоединяются и правоотношения, связанные с установлением и функционированием местного самоуправления в России.

Рассматривая и анализируя различную литературу, можно заметить, что существует несколько классификаций конституционно-правовых отношений.

#### По способу индивидуализации субъектов
По способу индивидуализации субъектов конституционно-правовые отношения разделяются на: общие и конкретные.
Общими правоотношениями являются правоотношения, основанные на таких общих правах и обязанностях, субъекты которых не имеют поименной индивидуализации.

#### В зависимости от функций норм
В зависимости от функций норм, на основе которых возникают конституционно-правовые отношения, последние разделяются на: регулятивные и охранительные правоотношения.
Регулятивные отношения возникают вследствие правомерного поведения их субъектов на основе действия регулятивных норм, через них реализуются их права и обязанности.
Охранительные отношения возникают вследствие неправомерного поведения субъектов на основе охранительных юридических норм, через них реализуются меры юридической ответственности и меры защиты субъективных прав.

#### В зависимости от характера прав и обязанностей
Регулятивные отношения в зависимости от характера прав и обязанностей субъектов и разновидностей регулятивных конституционно-правовых норм разделяются на правоотношения: активного и пассивного типа. Конституционно-правовые отношения пассивного типа складываются на основании управомочивающих и запрещающих норм и характеризуются пассивной обязанностью обязанного субъекта соблюдать права другого лица или соблюдать установленный запрет.

#### По видам
По видам деление конституционно-правовых отношений соответствует предмету конституционного права как отрасли права. Следует выделять четыре группы общественных отношений, составляющих предмет российского конституционного права:
- связанные с основами конституционного строя Российского государства, сущностью и формами власти народа в нашей стране;
- связанные с основами правового положения личности в Российской Федерации;
- по поводу государственного устройства Российской Федерации;
- связанные с установлением системы, порядка формирования, принципами организации и механизмами деятельности органов государственной власти и местного самоуправления в Российской Федерации.

#### В зависимости от временного фактора
- длительные(отношения, вытекающие из гражданства, нахождения выборного должностного лица на государственной службе; принадлежности территории к Российской Федерации и др.)
- временные(к примеру, между участниками избирательного спора и судом, между сторонами, оспаривающими конституционность положений закона, и Конституционным Судом, между избирательными объединениями по поводу их вхождения в избирательный блок на период проведения избирательной кампании и др.).

#### По юридическому значению
По юридическому значению условно выделяют материальные и процессуальные конституционно-правовые отношения. Однако следует отметить, что процесс правореализации строится на соединении материальных и процессуальных отношений, поскольку любое материальное полномочие (право, свободу, обязанность) возможно осуществить только в определенном процессуальном порядке. Поэтому материальные и процессуальные нормы в конституционном праве друг без друга не существуют.
В науке конституционного права используются и другие классификации конституционно-правовых отношений.

## Возникновение, изменение и прекращение конституционно-правовых отношений
Возникновение, изменение и прекращение конституционно-правовых отношений связано с наличием юридических фактов.
Они отличаются от обычных общественных отношений тем, что влекут за собой определенные правовые последствия.
Юридические факты делятся на:
- юридические действия
- юридические события.

Юридические действия — это обстоятельства, связанные с деятельностью человека, проявлением его воли.
Юридические действия делятся на:
правомерные (с соблюдением правовых норм)
противоправные (с нарушением правовых норм)
Юридические события — это обстоятельства, не зависящие от воли людей. (Рождение, смерть, болезнь, и т.д)

## Понятие «конституционно-правовых отношений» в советской и постсоветской литературе
Понятий конституционно-правовых отношений существует достаточно много. Рассмотрим некоторые из них.
В конституционно-правовой литературе определение «конституционно-правовые отношения» дано достаточно однообразно и едино.
Конституционно-правовое отношение обычно определяется как урегулированное нормами конституционного права общественное отношение.
Если обратиться к работам В. С. Основина, по его мнению, природа государственно-правовых отношений сводится к следующему:
* государственно-правовые отношения — это определенное юридическое понятие, которое, как и любое понятие, является всего лишь субъективным образом объективного мира, лишь показателем четкой объективной действительности в сознании человека;
- это понятие показывает взаимоотношения между субъектами правомочий и обязанностей, которые установлены нормами государственного права;
- государственно-правовые отношения — это настоящие, фактические отношения, содержание которых определено нормами государственного права.
- государственно-правовые отношения — это один из способов реализации правомочий и юридических обязанностей, установленных нормами государственного права.

Следует отметить, что Основин С. В. критиковал тех государственных служащих, которые сводили правовое регулирование общественных отношений к определению прав и обязанностей их участников.
Согласно его работам, «государственное право регулирует само формирование органов власти и самый порядок осуществления власти в государстве. Государственное право, следовательно, регулирует особый вид общественных отношений, а именно отношения властвования». Но данная точка зрения не нашла поддержки.
Левин И. Д. предпринял одну из первых попыток определить особенности государственно-правовых отношений.
Согласно его работам, «государственное право регулирует само формирование органов власти и самый порядок осуществления власти в государстве. Государственное право, следовательно, регулирует особый вид общественных отношений, а именно отношения властвования». Но данная точка зрения не нашла поддержки среди государстведов.
Кравчук С. С. утверждал:
«Во-первых, государственное право не ограничивается только регулированием формирования органов власти и порядка осуществления власти в государстве, определяя компетенцию органов государственной власти, оно регулирует их деятельность, а не только порядок их деятельности. Во-вторых, особый вид общественных отношений, регулируемых государственным правом, не может быть сведен к отношениям властвования. Для отношений властвования характерны власть одной стороны и подчинение этой власти другой стороны. Конечно, среди общественных отношений, регулиру¬емых государственным правом, есть такие отношения, но свести все регулируемые государственным правом отношения к отношениям властвования нельзя… Необходимо также иметь в виду, что властеотношения имеются и среди общественных отношений, регулируемых другими отраслями советского права, в частности административным правом, и, следовательно, не являются специфическими для государственно-правовых отношений». Но и данная точка зрения также не была принята и подверглась критике.
Котов В. Ф. предполагал, что сведение предмета государственного права к отношениям, возникающим в процессе осуществления государственной власти, сужает предмет государственного права.
Баглай М. В. полагал, что "конституционно-правовые отношения «не столь очевидны, как, например, гражданско-правовые или уголовно-процессуальные, они редко становятся специальным объектом рассмотрения общих судов… Но эти правоотношения, хотя подчас и незримо, все же определяют взаимоотношения людей и органов власти, то есть устанавливают баланс прав и обязанностей, и получают судебную защиту со стороны органа конституционной юстиции». По его мнению, специфика конституционно-правовых отношений — это субъекты последних, потому что остальные элементы идентичны элементам правоотношений, которые порождаются иными отраслями права.
По его мнению, специфика конституционно-правовых отношений — это субъекты последних, потому что остальные элементы идентичны элементам правоотношений, которые порождаются иными отраслями права.